# Rabanus-Maurus-Gymnasium

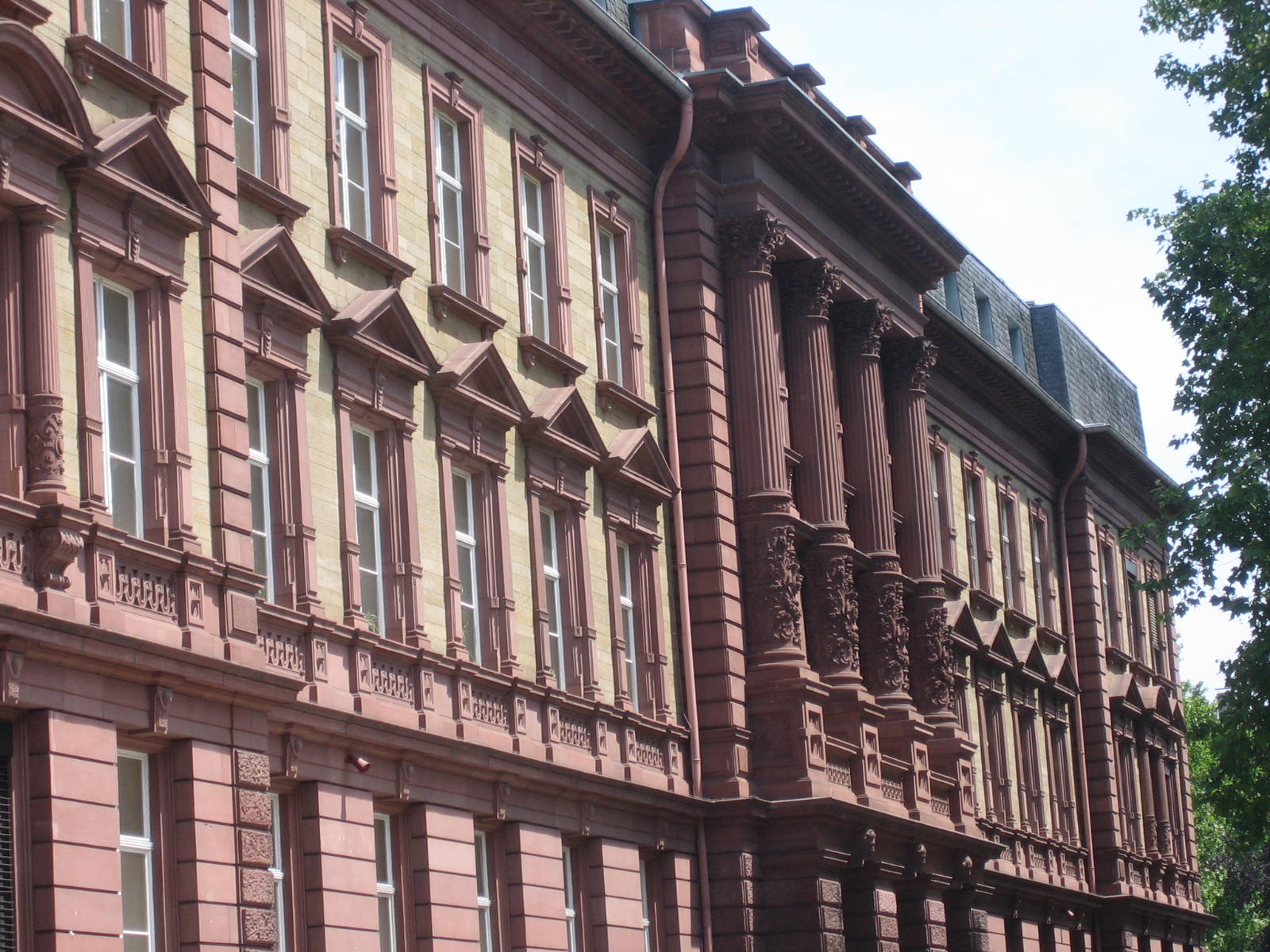
Rabanus-Maurus-Gymnasium am 117er Ehrenhof

Das Rabanus-Maurus-Gymnasium (Kurz: RaMa), benannt nach Hrabanus Maurus, ist ein staatliches, altsprachliches Gymnasium in Mainz.

## Pädagogische Grundsätze
Das Rabanus-Maurus-Gymnasium ist eine altsprachliche Bildungseinrichtung, dies bedeutet, dass Latein als erste Fremdsprache gleichzeitig mit Englisch als zweite Fremdsprache unterrichtet wird. Ab der Sekundarstufe I sind drei Sprachen vorgeschrieben. Das Gymnasium legt in seiner Ausbildung die Schwerpunkte in den sprachlichen, musikalischen und mathematisch-naturwissenschaftlichen Bereich. Der sprachliche Schwerpunkt ist nicht auf die alten Sprachen beschränkt – so gibt es z. B. langjährige Austauschkontakte nach Frankreich, Italien, Niederlande, England, China, Polen und den Vereinigten Staaten.

## Geschichte

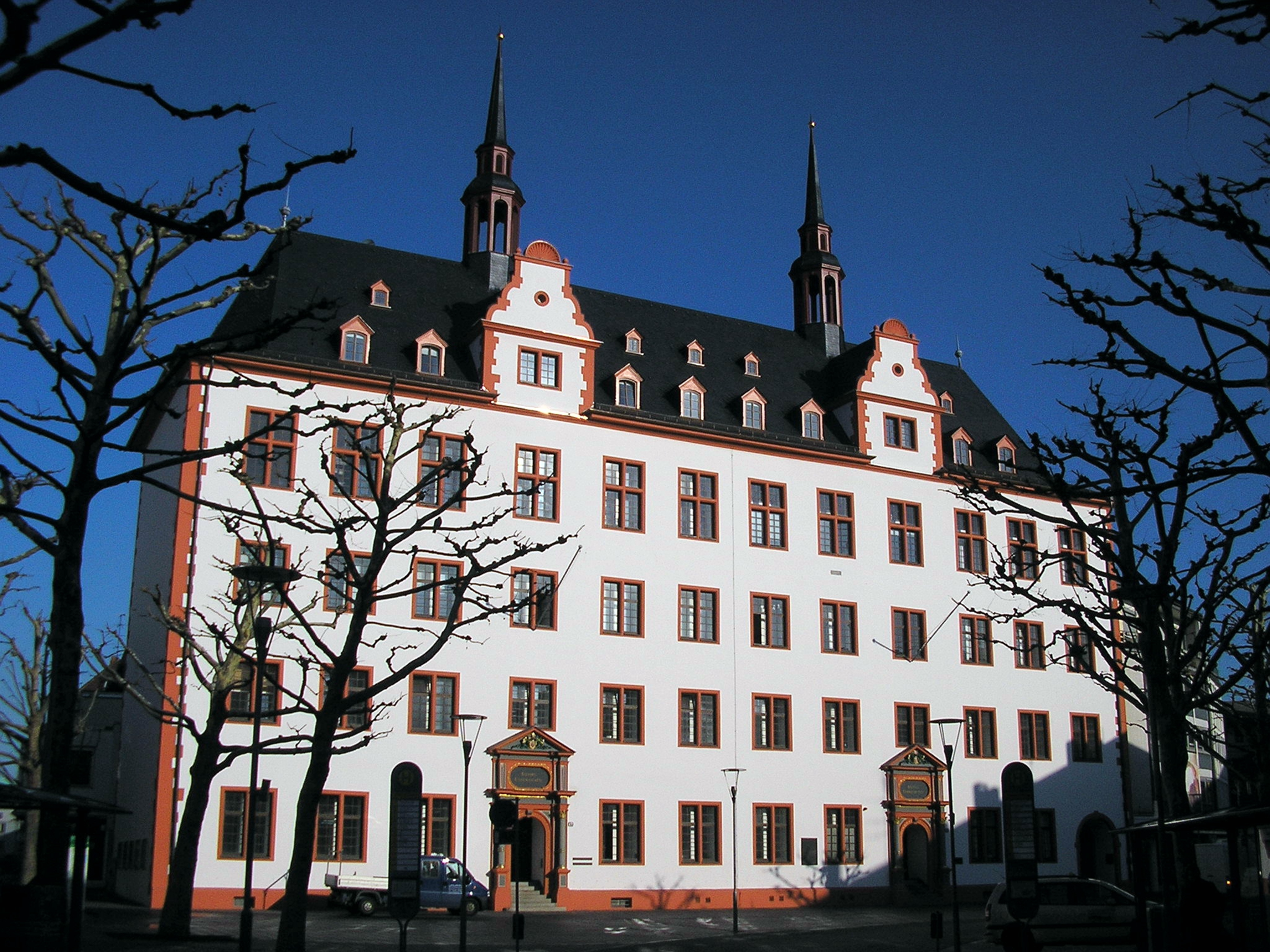
Domus Universitatis

Am 9. Dezember 1561 wurde das heutige Rabanus-Maurus-Gymnasium unter dem Namen Kurfürstliches Kolleg der Gesellschaft Jesu in Mainz gegründet. Zwischen 1618 und 1782 befand sich das Gymnasium zusammen mit der Universität in der Domus Universitatis. In den Jahren 1773/74 wird die Jesuitenschule unter Bischof Emmerich Joseph von Breidbach zu Bürresheim im Sinne der Aufklärung reformiert und erhielt den Namen Kurfürstlich Mainzisches Emmerizianisches Gymnasium. In den folgenden fast zwei Jahrhunderten wechselte die Schule mehrmals ihren Standort und Namen. 1859 wurde Heinrich Bone auf Bestreben des Mainzer Bischofs Wilhelm Emmanuel von Ketteler Direktor des Gymnasiums. Im Zuge des Kulturkampfes wurde er 1873 vorzeitig seines Amtes enthoben.
In der Zeit des Nationalsozialismus trug die Schule von 1933 bis 1945 den Namen Adam-Karrillon-Gymnasium nach dem Schriftsteller Adam Karrillon. 1942 wurde das Gebäude des Gymnasiums Ernährungsamt, die Schüler wurden in der Gutenberg-Schule unterrichtet. Beim Luftangriff auf Mainz am 27. Februar 1945 brannte das Schulgebäude aus.
In den nächsten Jahren fand der Unterricht im heutigen Willigis-Gymnasium statt. Direktor war August Mayer (1945–1958). Am 14. Juni 1953 wurde das wiederaufgebaute Schulgebäude am 117er Ehrenhof an der Kaiserstraße in der Mainzer Neustadt eingeweiht und bekam seinen heutigen Namen nach dem karolingischen Gelehrten und Bischof Rabanus Maurus. In seiner Amtszeit als Direktor von 1958 bis 1977, in die die 400-Jahr-Feier 1962, bauliche Erweiterungen, die Einführung der Mainzer Studienstufe fielen, setzte sich Peter Fehl für die Förderung der alten Sprachen und den Erhalt des Altgriechischunterrichtes ein. Zehn Jahre später konnte der Direktor Kurt Roeske (Amtszeit 1986–1997) den damals bedrohlichen Rückgang der Schülerzahlen z. B. durch Förderung der Naturwissenschaften, die Vorverlegung des Englischunterrichtes, erhöhte musikalische Aktivitäten umkehren. Ihm folgte 1997 Wolfgang Bietz. Während seiner Amtszeit wurde im Jahr 2005 die Ganztagsschule in Angebotsform eingerichtet. Von 2006 bis 2019 war Marieluise Noll-Ziegler Direktorin der Schule. Seit dem 26. November 2019 wird die Schule von Ingo Schnell geleitet.

## Auszeichnungen und Erfolge
- Seit der ersten Ausschreibung des Geschichtswettbewerbs des Bundespräsidenten durch die Körber-Stiftung konnten Schülerinnen und Schüler der Schule mit ihrer Teilnahme zahlreiche Spitzenpreise erzielen. Bundesweit einmalig, wurde das Rabanus-Maurus-Gymnasium bereits 15-mal als „Bundesbeste Schule“ durch den Bundespräsidenten im Schloss Bellevue mit dem Schulpreis ausgezeichnet.[5]
- Am 23. Februar 2016 wurde das Rabanus-Maurus-Gymnasium als Europaschule des Landes Rheinland-Pfalz zertifiziert.[6]
- Qualifikation und Teilnahme an den Deutschen Schulschach-Meisterschaften 2017[7] und 2018[8]

## Partnerschulen
- Volksrepublik China: Xiaoshan Gaoqiao Junior High School  in Hangzhou
- Deutschland: Königin-Luise-Gymnasium in Erfurt
- Frankreich: Lycée Pierre Bayen Châlons-en-Champagne
- Vereinigtes Königreich: Rickmansworth School Croxley Green (Hertfordshire), nahe Rickmansworth.
- Italien: Liceo scientifico Ulisse Dini in Pisa und Liceo europeo, Istituto Mondine in Verona
- Niederlande: Groene Hart Lyceum in Alphen aan den Rijn
- Polen: Zespół Szkół Hotelarsko Turystycznych (ZSHT) in Zakopane

## Bekannte Lehrer
- Ignaz Mulzer (1726–1772, tätig am Gymnasium 1748–1754)
- Heinrich Bone (1813–1893, tätig am Gymnasium 1859–1873)
- Hans-Joachim Glücklich (* 1941, tätig am Gymnasium 1970–2005)
- Adam Gottron (1889–1971, tätig am Gymnasium 1933–1954)
- Heinrich Menge (1838–nach 1904, Direktor des Gymnasiums 1882–1891)
- Kurt Roeske (* 1933, tätig am Gymnasium 1986–1997)
- Ferdinand Scherf (* 1943, tätig am Gymnasium 1970–2007)
- Hermann Schmitt (1888–1974, tätig am Gymnasium 1933–1942)
- Heinrich Schrohe (1864–1939, tätig am Gymnasium 1905–1925)

## Bekannte Schüler
- Markus Antonietti (* 1960, Abitur 1978), Chemiker
- Fritz Arens (1912–1986, Abitur 1931), Kunsthistoriker
- David Nikolaus Becker (1932–2016), katholischer Geistlicher, bischöflicher Zeremoniar am Mainzer Dom
- Werner Best (1903–1989, Abitur 1921), Jurist und NSDAP-Politiker
- Axel Börsch-Supan (* 1954, Abitur 1973), Wirtschaftswissenschaftler
- Gerold von Braunmühl (1935–1986, Abitur 1955), Diplomat, Opfer der RAF
- Christoph Buchheim (1954–2009, Abitur 1973), Wirtschaftshistoriker
- Thomas Buchheim (* 1957, Abitur 1976), Philosoph
- Erhard Cellius (1546–1606), ursprünglich Ehrhard Horn (Abitur in Düsseldorf um 1564), deutscher Historiker und Verleger
- Alexis Dumont (1819–1885), Rechtsanwalt und Mainzer Bürgermeister
- Franz Dumont (1945–2012, Abitur 1964), Historiker
- Friedrich Elz (1848–1915), katholischer Geistlicher, Domkapitular, Gründer des Verbands der katholischen kaufmännischen Kongregationen und Vereine Deutschlands
- Rudolf Frank (1886–1979, Abitur 1904), Schriftsteller
- Susanne Gelhard (* 1957, Abitur 1976), Journalistin (ZDF)
- Johannes Gerster (1941–2021, Abitur 1962), Politiker (CDU), Präsident der Deutsch-Israelischen Gesellschaft
- Romano Guardini (1885–1968, Abitur 1903), katholischer Religionsphilosoph und Theologe
- Walter Hallstein (1901–1982, Abitur 1920), Deutschland- und Europapolitiker (CDU)
- Heinrich Joseph Himioben (1807–1860, Abitur vor 1827), Ökonom und Subregens
- Johann Jacobs (1721–1800), Jesuit und Hochschullehrer
- Dirk Jäger (* 1964, Abitur 1983), Onkologe und geschäftsführender Direktor des Nationalen Centrums für Tumorerkrankungen (NCT) in Heidelberg.
- Adam Karrillon (1853–1938, Abitur 1873), Schriftsteller
- Anton Maria Keim (1928–2016, Abitur 1948), Autor und Kulturdezernent von Mainz
- Johann Ludwig Koch (1772–1853), Geistlicher, Politiker, Kirchenrechtler und Bibliothekar
- Karl Külb (1870–1943, Abitur 1888), Mainzer Oberbürgermeister 1919–1931
- Dorothea van der Koelen (* 1960, Abitur 1979), Galeristin
- Samuel Landauer (1846–1937, Abitur 1867), Orientalist und Bibliothekar
- Friedrich Lennig (1796–1838), Dialektdichter
- Harald Martenstein (* 1953, Abitur 1972), Kolumnist
- Siegfried Lowitz (1914–1999), Schauspieler
- Klaus Mayer (1923–2022, Abitur 1942), katholischer Geistlicher und Initiator der Chagall-Fenster
- Ferdy Mayne (1916–1998, Emigration in den 1930er Jahren), Filmschauspieler
- Karl Mellinger (1858–1917), Ophthalmologe in Basel
- Michel Oppenheim (1885–1963, Abitur 1904), Kulturdezernent von Mainz
- Peter Paul Nahm (1901–1981, Abitur 1921), Historiker, Journalist und Ministerialbeamter (CDU)
- Hanns-Josef Ortheil (* 1951, Abitur 1970), Schriftsteller
- Richard Ott (1928–2008, Abitur 1947), katholischer Geistlicher und Lehrer
- Eckhart Pick (* 1941, Abitur 1960), Jurist, Politiker (SPD), ehemaliger Bundestagsabgeordneter und Staatssekretär
- Jochen Riebel (1945–2015, Abitur 1964), Politiker (CDU), ehemaliger Minister für Bundes- und Europaangelegenheiten in der Hessischen Staatskanzlei
- Jürgen Rodeland (Abitur 1979), Orgelsachverständiger
- Dorothea Schäfer (* 1962, Abitur 1981 als Dorothea Dittrich), Politikerin (CDU), Landtagsabgeordnete in Rheinland-Pfalz
- Jürgen Schölmerich (* 1948, Abitur 1967), Internist, Hochschullehrer, Vorstandsvorsitzender und Ärztlicher Direktor am Universitätsklinikum Frankfurt am Main
- Gerd Schreiner (* 1970, Abitur 1989), Politiker (CDU), Landtagsabgeordneter in Rheinland-Pfalz
- Joachim Schroedel (* 1954), katholischer Geistlicher und Auslandsseelsorger in Kairo
- Nanette Scriba (Abitur 1978), Chansonsängerin
- Margarete Sorg-Rose (* 1960, Abitur 1979), Komponistin, Dirigentin, Musikhistorikerin, Autorin
- Max Strub (1900–1966), Violinvirtuose und Musikpädagoge
- Ulrike Syha (* 1976, Abitur 1995), Dramatikerin
- Ulrich Volp (* 1971, Abitur 1990), evangelischer Kirchenhistoriker
- Stephan Wagner (* 1968, Abitur 1987), Filmregisseur
- Wilhelm Westenberger (1903–1980), Jurist und Politiker (CDU)
- Carl Zuckmayer (1896–1977, Abitur 1914), Schriftsteller